# Тахо (река)
Тахо или Тежо (шп. Tajo, лат. Tagus) је најдужа река Иберијског полуострва. Дугачка је 1038 km, 716 km је у Шпанији, 275 km у Португалији и 47 km чини границу између Шпаније и Португалије. Река извире у Монтес Универсалес близу Теруела, на средњем истоку Шпаније, тече 1.007 km (626 mi), углавном западно са два главна југозападна дела, да би се улила у Атлантски океан у Лисабону. Његов слив покрива 80.100 km2 (30.927 sq mi) – што на полуострву премашује само Доуро. Ова река је веома искоришћена. Неколико брана и скретања снабдевају пијаћом водом кључне популационе центре централне Шпаније и Португала; десетине хидроелектрана генеришу енергију. Између брана следи веома скучен ток, али после Алмурола у Португалихи има широку алувијалну долину, склону поплавама. Њено ушће је велико и кулминира у главној луци и португалској престоници, Лисабону.
Извор је конкретно: у политичкој географији, у Фуенте де Гарциа у општини Фријас де Албарасин; у физичкој географији, унутар изразито високог опсега, Sistema Ibérico (Иберијски систем), Сијера де Албарасин дистрикт. Најиздашније притоке (настају у планинском ланцу Централног система) су са десне обале, која је локално на северу. Река тече 716 km (445 mi) у Шпанији, 47 km (29 mi) границе две земље и 275 km (171 mi) у Португалији.
Главни градови кроз које река пролази секвенцијално су Аранхуез, Толедо и Талавера де ла Реина у Шпанији и Абрантес, Сантарем, Алмада и Лисабон у Португалији. Главни град Шпаније, Мадрид, лежи на десној страни басена Таха.

## Курс

### У Шпанији
Први значајан град на Таху је Саседон. Испод Аранхуеза прима комбиновани ток Јараме, Хенареса, Алгодора и Тахуње. Испод Толеда прима реку Гвадарама. Изнад Талавера де ла Реина прима Алберче. У Валдевердеји је горњи крај дугог горњег резервоара, Ембалсе де Валдекањас, иза којег су Ембалсе де Торехон, у који се улива Тиетар, и доњи резервоар, брана Алкантара у коју се улива Алагон на доњем крају.
Канал и аквадукт су између Тажа и Сегура за Тахо-Сегурски пренос воде.

### У Португалији
Након формирања границе улази у Португал, пролазећи поред Вила Веља де Родао, Абрантес, Констансија, Ентронкаменто, Сантарем и Вила Франка де Ксира на челу дугог уског ушћа, који има Лисабон на ушћу. Ушће је заштићено природним резерватом ушћа Таха. Два моста покривају реку у Лисабону: мост Васко да Гама – други најдужи мост у Европи, укупне дужине 17,2 km (10,7 mi) – и мост 25. априла. Лука у Лисабону, која се налази на њеном ушћу, једна је од најпрометнијих у Европи.
Португалски регион Алентеђо и бивша провинција Рибатежо су добили имена по реци: Алентежо, од алем Тежо („иза Тежа“) и Рибатежо вероватно од ариба Тажо (архаична фраза за „горњи Тажо“). Међутим, шпанска реч riba значи „обала реке”, или „ривијера”, што имплицира да Рибатежо такође може значити веома генерички „страна Тажа”. Многи примери градова у Шпанији имају овај префикс.

## Име
Латинско име реке је Tagus. Иако је етимологија нејасна, највероватније етимолошко порекло хидронима Tagus је индоевропско *(s)tag- ('to drip'). Оно је познато под различитим именима на језицима Иберије: баск. Tajo, кат. Tajo, 
галиц. Río Texo, миран. Riu Teijo, порт. Tejo, шп. Tajo. На италијанском је позната као Tago и на грчком као Τάγος (Tágos).

## Геологија
Доњи регион Тежа у Португалији је сеизмички активна област. Велики земљотреси у Доњем Тежу укључују оне од 1309, 1531 и 1909. године.

## Историја
Олупина Пепер, заправо олупина Nossa Senhora dos Mártires, је олупина брода лоцирана и ископана на ушћу Тежа између 1996. и 2001. године.

## У популарној култури
Велика река, Тежо, присутна је у песмама и причама Португалаца. Популарна фадо песма у Лисабону бележи да, док људи старе, Тежо остаје млад („Моја коса постаје бела, Тежо је увек млад“).

## Географија
Тахо настаје код места Фуенте де Гарсија, на надморској висини од 1580 метара, а улива се у Атлантски океан код Лисабона. Протиче на око 40 km јужно од Мадрида. Значајнији градови на реци су Аранхуез, Толедо и Алкантара у Шпанији, и Сантарем и Лисабон у Португалу.
Слив реке Тахо покрива 80.600 , од чега 69,2% (55.810 ) припада шпанским аутономним заједицама Екстремадура, Мадрид, Арагон, Кастиља-Ла Манча и 30,8% Португалу (24.790 ). Године 2005. у шпанском делу живело је 6,093 милиона људи, а у португалском тачно 3,5 милиона. Једине две реке Иберијског полуострва са већим сливовима су Дуро (97.290 ) и Ебро (83.093 ).

## Мостови
Најдужи мост Европе је мост Васко да Гама (Ponte Vasco da Gama) преко реке Тежо, дужине 17,2 km. Много старији су знаменити мостови у Алкантри (из римског доба) и средњовековни мост Светог Мартина у Толеду.